# St. Petersburg Challenger 2002
Il St. Petersburg Challenger 2002 è stato un torneo di tennis facente parte della categoria ATP Challenger Series nell'ambito dell'ATP Challenger Series 2002. Il torneo si è giocato a San Pietroburgo in Russia dal 29 luglio al 4 agosto 2002 su campi in terra rossa.

## Vincitori

### Singolare
Sergio Roitman ha battuto in finale  Andrej Stoljarov con il punteggio di 7–6(3), 6–2

### Doppio
František Čermák /  Jaroslav Levinský hanno battuto in finale  Artem Derepasko /  Orest Tereščuk con il punteggio di 6–3, 6–2